# Julius Vogel

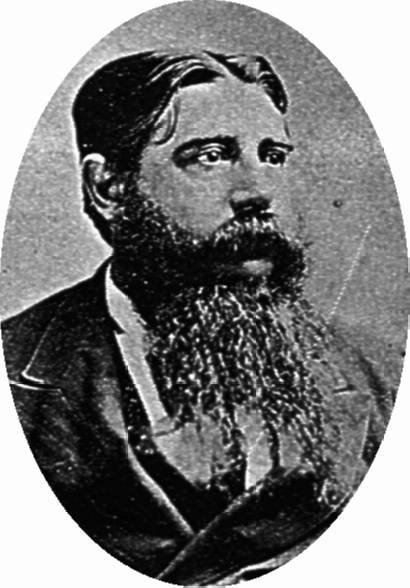
Julius Vogel

Sir Julius Vogel(n. 24 februarie 1835 — d. 12 martie 1899) a fost un scriitor și prim-ministru al Noii Zeelande de origine evreiască.